# サヴィニャーノ・スル・ルビコーネ
サヴィニャーノ・スル・ルビコーネ（伊: Savignano sul Rubicone）は、イタリア共和国エミリア＝ロマーニャ州フォルリ＝チェゼーナ県にある、人口約18,000人の基礎自治体（コムーネ）。

## 地理

### 位置・広がり

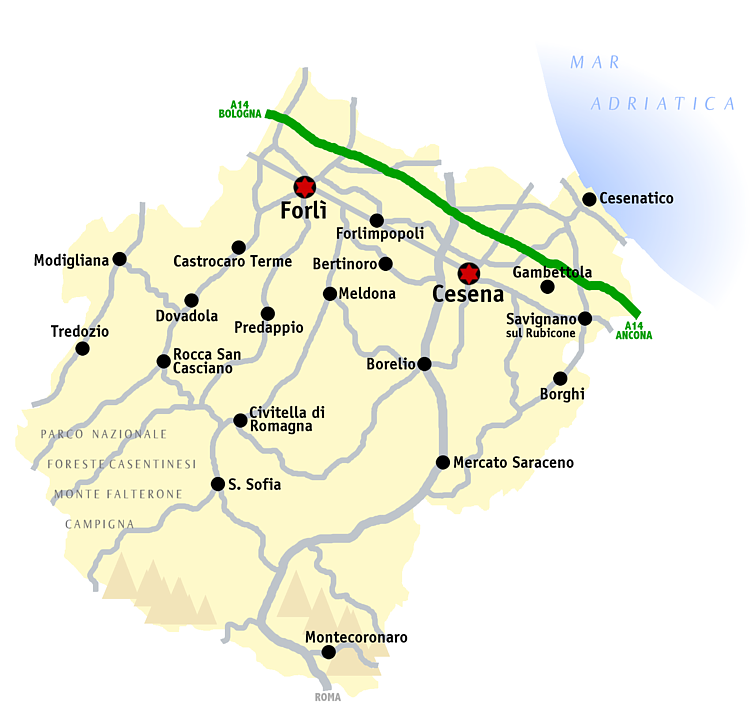
フォルリ＝チェゼーナ県概略図

フォルリ＝チェゼーナ県東部に位置する。

#### 隣接コムーネ
隣接するコムーネは以下の通り。括弧内のRNはリミニ県所属を示す。
- ガッテーオ
- ロンジャーノ
- サン・マウロ・パスコリ
- サンタルカンジェロ・ディ・ロマーニャ (RN)

### 地勢
- ルビコーネ川（ルビコン川）

### 気候分類・地震分類
サヴィニャーノ・スル・ルビコーネにおけるイタリアの気候分類 (it) および度日は、zona E, 2191 GGである。
また、イタリアの地震リスク階級 (it) では、zona 2 (sismicità media) に分類される。

## 行政

### 分離集落
サヴィニャーノ・スル・ルビコーネには、以下の分離集落（フラツィオーネ）がある。
- Fiumicino, Capanni, Savignano a Mare

## 姉妹都市
- ニッツァ・モンフェッラート、イタリア
- Vals-les-Bains、フランス